# Барбара Буш
Барбара Пірс Буш (англ. Barbara Pierce Bush; 8 червня 1925, Квінз, Нью-Йорк, США — 17 квітня 2018) — Перша леді США (1989—1993), Друга леді США (1981—1989), благодійниця. Дружина 41-го президента США Джорджа Герберта Вокера Буша, мати 43-го президента США Джорджа Вокера Буша і 43-го губернатора Флориди Джеба Буша.

## Біографія
Народилася у госпіталі Booth Memorial у передмісті Нью-Йорка, Квінзі, дитинство провела в передмісті Нью-Йорка. Була третьою дитиною у сім'ї. Її батько очолював компанію McCall Corporation, яка займалась видавництвом жіночих журналів під назвами Redbook та McCall's, а мати загинула у 1949 році в автокатастрофі. По лінії батька є далекою родичкою 14-го президента США Франкліна Пірса.
У 16 років на різдвяному балу познайомилася з Джорджем Бушем. Через півтора року, перед відправкою Буша в армію, відбулися їхні заручини. Під час служби льотчиком морської авіації Буш називав усі літаки, на яких він літав, на честь нареченої — «Барбара I», «Барбара II», «Барбара III». Під час чергової відпустки, 6 січня 1945 року, вони одружилися.
Після закінчення війни разом з чоловіком Барбара переїхала до Мідленду, штат Техас, де народила шестеро дітей:
- син Джордж Буш (6 липня 1946) — 43-й президент США, 46-й губернатор Техасу.
- дочка Паулін Робінсон «Робін» Буш (20 грудня 1949 — 11 жовтня 1953) — перша дочка Бушів, померла від лейкемії.
- син Джон Елліс «Джеб» Буш (11 лютого 1953) — 43-й губернатор Флориди.
- син Нейл Маллон Буш (22 січня 1955) — техаський бізнесмен.
- син Марвін Пірс Буш (22 жовтня 1956) — техаський бізнесмен.
- дочка Дороті Буш Кох (18 серпня 1959) — остання дитина Бушів, займається боагодійністю та суспільною діяльністю.

Останні роки Барбара Буш проживала з чоловіком у Х'юстоні, штат Техас. Очолювала благодійний фонд свого імені, займалась розвитком освіти. 
На початку березня 2009 року Барбара Буш перенесла успішну операцію на серці по протезуванню клапана аорти.
17 квітня 2018 року в США на 92-му році життя Барбара Буш померла.
На честь Барбари Буш названо кілька шкіл: 3 початкових і дві середніх у Техасі та одна початкова школа в Арізоні. Також в її честь названі лікарня та медичний центр в штаті Мен і бібліотека в Техасі.